# Rozoy-le-Vieil
Rozoy-le-Vieil ist eine französische Gemeinde mit 398 Einwohnern (Stand: 1. Januar 2022) im Département Loiret in der Region Centre-Val de Loire. Sie gehört zum Arrondissement Montargis und ist Teil des Kantons Courtenay. Die Einwohner werden Rozetains genannt.

## Geografie
Rozoy-le-Vieil liegt etwa 76 Kilometer ostnordöstlich von Orléans am Flüsschen Sainte-Rose. Nachbargemeinden von Rozoy-le-Vieil sind Le Bignon-Mirabeau im Norden und Nordwesten, Bazoches-sur-le-Betz im Osten und Nordosten, Ervauville im Südosten, Mérinville im Süden sowie Pers-en-Gâtinais im Westen.

## Bevölkerungsentwicklung
| Jahr                       | 1962 | 1968 | 1975 | 1982 | 1990 | 1999 | 2006 | 2018 |
| Einwohner                  | 108  | 120  | 158  | 182  | 235  | 305  | 349  | 414  |
| Quellen: Cassini und INSEE |      |      |      |      |      |      |      |      |

## Sehenswürdigkeiten
- Kirche Saint-Pierre, Monument historique seit 1942

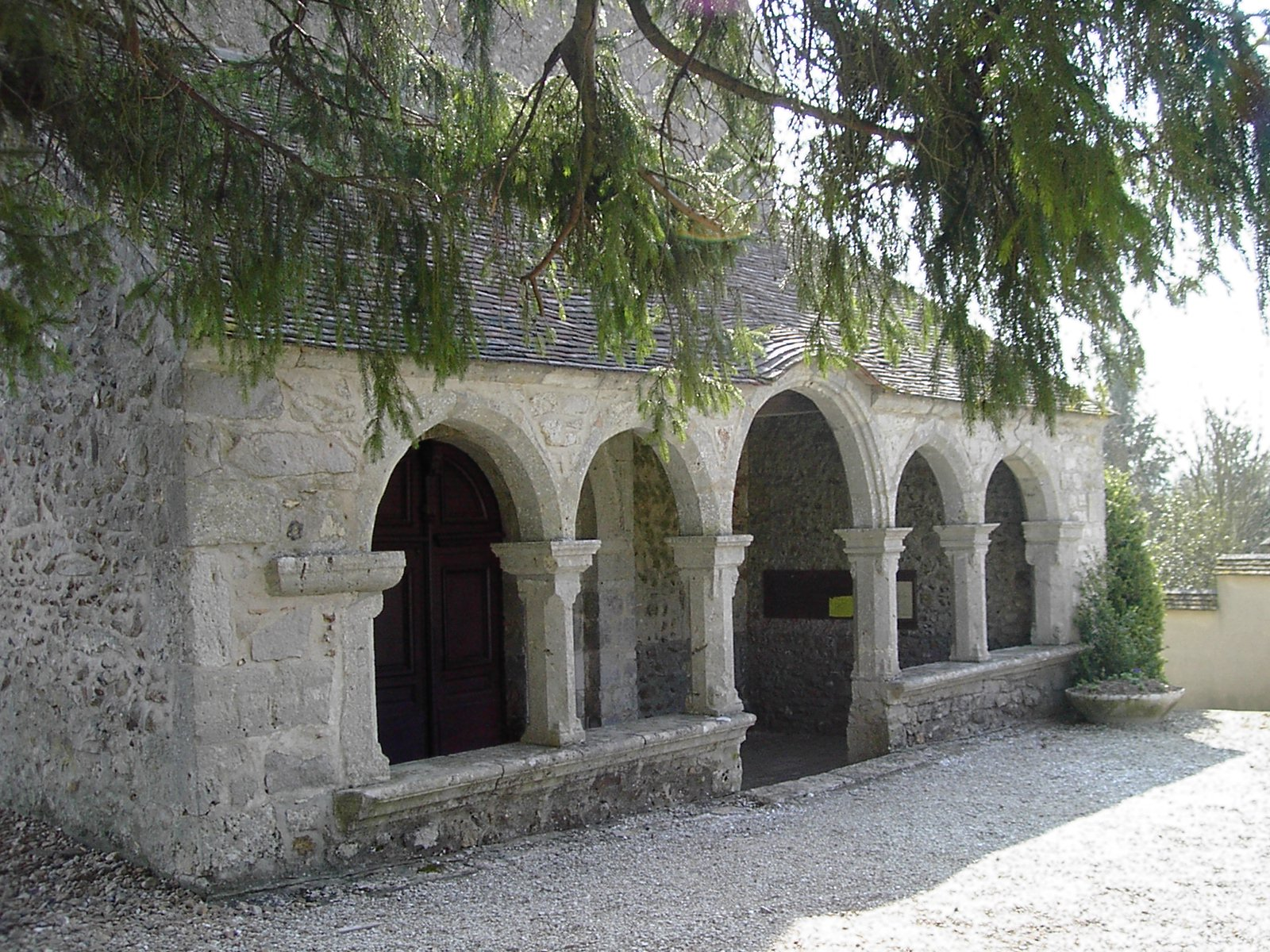
Kirche Saint-Pierre